# Zimna Polana
Zimna Polana (niem. Kaltes Plänel) – przełęcz na wysokości 879 m n.p.m. w południowo-zachodniej Polsce w Sudetach Środkowych w Górach Sowich.

## Położenie
Przełęcz położona na terenie Parku Krajobrazowego Gór Sowich, w środkowej części pasma Gór Sowich, około 2,5 km na północny wschód od centrum miejscowości Jugów, po północno-zachodniej stronie od Kalenicy.

## Fizjografia
Przełęcz stanowi rozległe siodło, wcinające się płytko w gnejsowy, główny grzbiet Gór Sowich, między Rymarza (913 m n.p.m.), a Słoneczną, (960 m n.p.m.). Przełęcz o stromych podejściach i stromym zboczu w kierunku Słonecznej zbocze północno-zachodnie minimalnie wznosi się w kierunku Rymarza. Na środku przełęczy znajduje się niewielka śródleśna polana, dalsze otoczenie przełęczy zajmuje dolnoreglowy bór świerkowy.

## Turystyka
przez przełęcz przechodzą szlaki turystyczne:
- czerwony – fragment Głównego szlaku Sudeckiego prowadzący partią grzbietową przez całe Góry Sowie.
- droga Szklary-Samborowice – Jagielno – Przeworno – Gromnik – Biały Kościół – Nieszkowice – Żelowice – Ostra Góra – Niemcza – Gilów – Piława Dolna – Owiesno – Góra Parkowa – Bielawa – Zimna Polana – Kalenica – Bielawska Polana – Zdrojowisko – Nowa Ruda – Tłumaczów – Radków – Pasterka – Karłów – Skalne Grzyby – Batorów – Duszniki-Zdrój – Szczytna – Zamek Leśna – Polanica-Zdrój – Bystrzyca Kłodzka – Igliczna – Międzygórze – Przełęcz Puchacza[1]
- Na polanie stoi wiata turystyczna.